# Pawlinino
Pawlinino (russisch Павлинино, deutsch Dommelkeim, Kreis Fischhausen/Samland) ist ein Ort in der russischen Oblast Kaliningrad. Er gehört zur kommunalen Selbstverwaltungseinheit Stadtkreis Selenogradsk im Rajon Selenogradsk.

## Geographische Lage
Pawlinino liegt 14 Kilometer nordwestlich der Oblasthauptstadt Kaliningrad (Königsberg) und ist über die Regionalstraße 27A-032 von Cholmogorowka (Fuchsberg) nach Pereslawskoje (Drugehnen), einem Teilstück der ehemaligen deutschen Reichsstraße 143, auf der Kommunalstraße 27K-336 in südwestlicher Richtung über Otkossowo (Rosignaiten) zu erreichen. Vor 1945 war Dommelkeim Bahnstation an der Bahnstrecke Kaliningrad–Swetlogorsk (Königsberg–Rauschen) der damaligen Samlandbahn. Heute ist an derselben Strecke Kolossowka-Sapadnaja (Willgaiten) die nächste Bahnstation.

## Geschichte
Der bis 1946 den Namen Dommelkeim tragende Ort wurde im Jahre 1400 gegründet. Von 1874 bis 1930 war das Dorf in den neu gebildeten Amtsbezirk Willgaiten (heute russisch: Kolossowka) eingegliedert, der zum Kreis Fischhausen im Regierungsbezirk Königsberg der preußischen Provinz Ostpreußen gehörte. Im Jahre 1910 zählte Dommelkeim 80 Einwohner.
Am 30. September 1928 schloss sich Dommelkeim mit der Landgemeinde Köllmisch Willgaiten (heute russisch: Kolossowka) und den Gutsbezirken Adlig Willgaiten (Kolossowka), Barrücken, Barsenicken sowie Taukitten (diese drei sind nicht mehr existent) zur neuen Landgemeinde Dommelkeim zusammen. Am 23. April 1930 wurde die so vergrößerte Gemeinde in den Amtsbezirk Seefeld (russisch: Prostornoje, nicht mehr existent) umgegliedert, der am 18. Mai 1850 in „Amtsbezirk Drugehnen“ umbenannt wurde. 1933 waren in Dommelkeim 356 und 1939 bereits 387 Einwohner gemeldet. 1939 trat der Amtsbezirk Drugehnen dem neu gebildeten Landkreis Samland bei.
In Folge des Krieges kam Dommelkeim 1945 mit dem nördlichen Ostpreußen zur Sowjetunion. Im Jahr 1947 erhielt der Ort den russischen Namen Pawlinino und wurde gleichzeitig dem Dorfsowjet Pereslawski selski Sowet im Rajon Primorsk zugeordnet. Von 2005 bis 2015 gehörte Pawlinino zur Landgemeinde Pereslawskoje selskoje posselenije und seither zum Stadtkreis Selenogradsk.

## Kirche
Dommelkeim war vor 1945 aufgrund seiner überwiegend evangelischen Bevölkerung in das Kirchspiel der Pfarrkirche in Wargen (russisch: Kotelnikowo) eingegliedert. Es gehörte zum Kirchenkreis Fischhausen (Primorsk) in der Kirchenprovinz Ostpreußen der Kirche der Altpreußischen Union. Heute liegt Pawlinino im Einzugsgebiet der in den 1990er Jahren neu entstandenen evangelisch-lutherischen Auferstehungskirche in Kaliningrad (Königsberg) in der Propstei Kaliningrad der Evangelisch-lutherischen Kirche Europäisches Russland.